# Théâtre Tchekhov de Taganrog

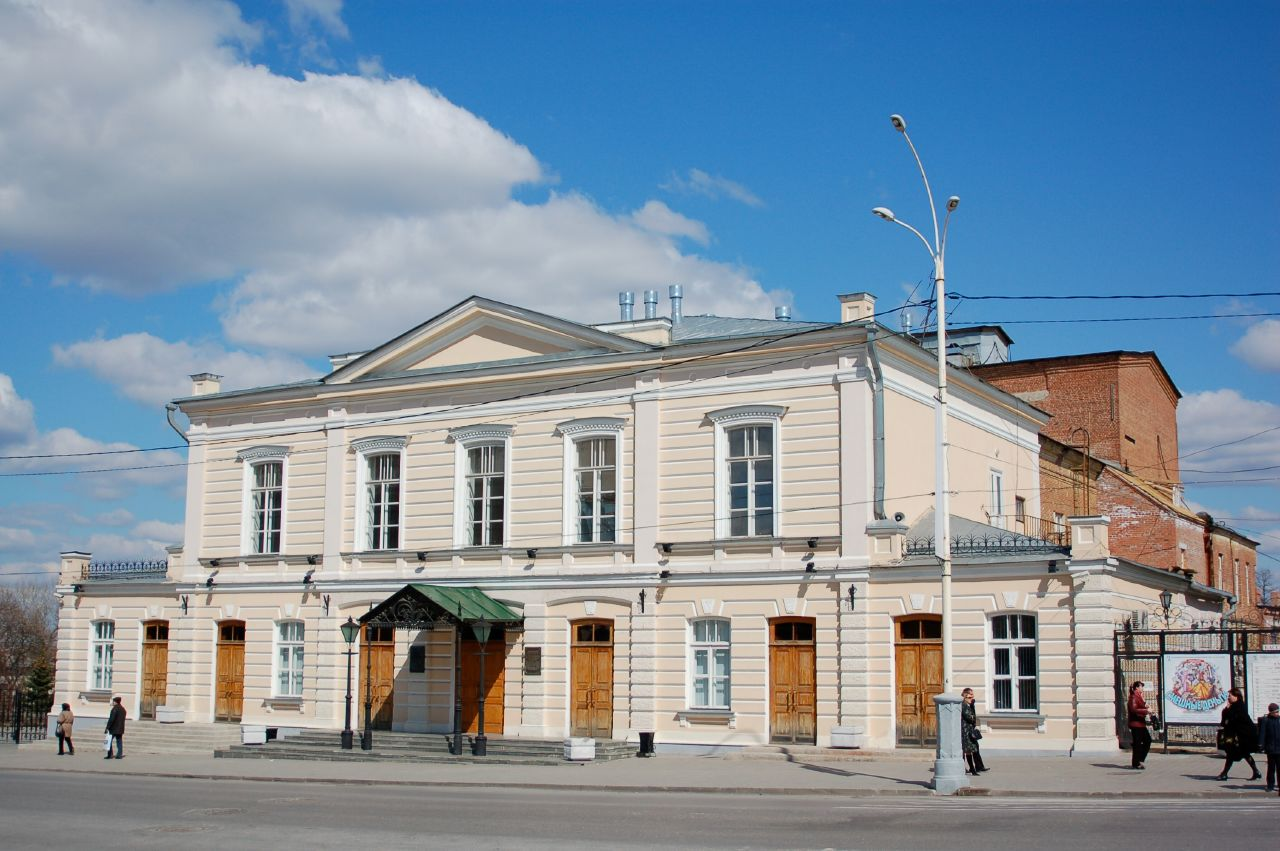
Façade du théâtre en 2007

Le théâtre dramatique Tchekhov (Таганрогский ордена Почёта драматический театр имени А. П. Чехова) est un théâtre situé à Taganrog dans le sud de la Russie. Fondé en 1827, le théâtre possède un nouveau bâtiment construit en 1866 par l'architecte italien Londerone et l'architecte russe Nikolaï Troussov. Il a reçu sa dénomination actuelle en 1944, en l'honneur du dramaturge Anton Tchekhov, natif de Taganrog. Son répertoire propose aussi bien des pièces classiques du grand répertoire européen que des pièces contemporaines.

## Acteurs marquants de l'histoire du théâtre
- Sergueï Bondartchouk
- Vladimir Belokourov
- Alekseï Glazyrine
- Wacław Dworzecki
- Piotr Chelokhonov
- Elena Obraztsova
- Ivan Perestiani
- Vladislav Vetrov
- Aristarkh Livanov